# Owen Teague

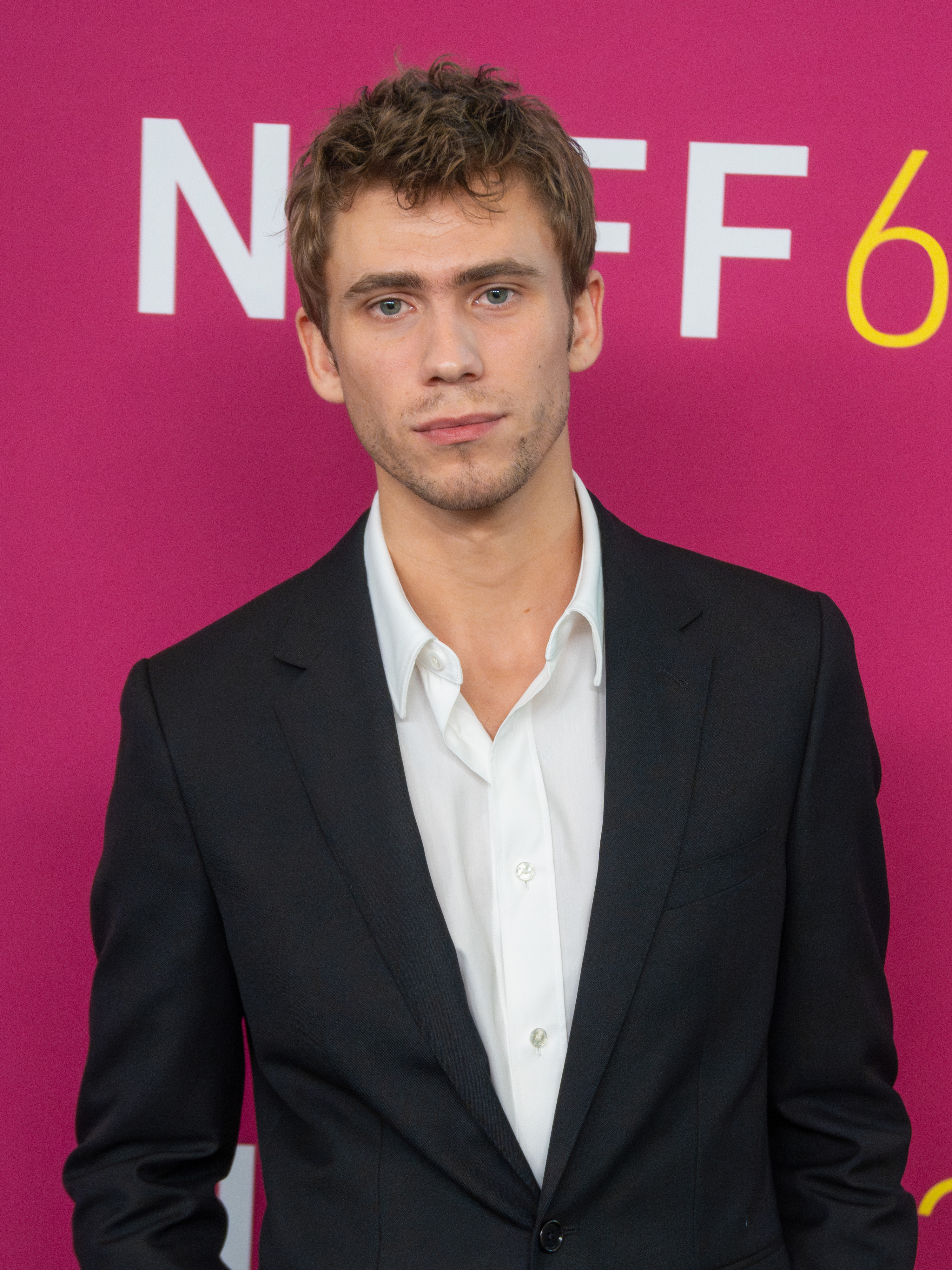
Owen Teague (2024)

Owen William Teague (* 8. Dezember 1998 in Tampa, Florida) ist ein US-amerikanischer Schauspieler. Bekannt ist er für sein Mitwirken in Bloodline (2015–2017) und die Rolle des Patrick Hockstetter im Film Es (2017).

## Leben
Teague begann seine Karriere mit vier Jahren im lokalen Theater in Tamper. Seinen Durchbruch in die Filmwelt hatte er mit einer Vorstellung in Orlando, wo er seine jetzige Agentin kennengelernt hatte. Owen ist außerdem leidenschaftlicher Fotograf. Seit 2012 war er in mehr als zwei Dutzend Film- und vor allem Fernsehproduktionen zu sehen.

## Filmografie (Auswahl)
- 2015–2017: Bloodline (Fernsehserie, 23 Episoden)
- 2016: Puls (Cell)
- 2017: Es (It)
- 2017: Black Mirror (Fernsehserie, Episode 4x02)
- 2018: Letztendlich sind wir dem Universum egal (Every Day)
- 2019: Es Kapitel 2 (It Chapter Two)
- 2019: I See You
- 2019: The Ship – Das Böse lauert unter der Oberfläche (Mary)
- 2020–2021: The Stand – Das letzte Gefecht (The Stand, Fernsehserie, 9 Folgen)
- 2021: Montana Story
- 2022: To Leslie
- 2022: Gone in the Night
- 2023: Eileen
- 2023: You Hurt My Feelings
- 2023: Reptile
- 2024: Planet der Affen: New Kingdom (Kingdom of the Planet of the Apes)
- 2024: Griffin in Summer
- 2024: Loyal Friend (The Friend)
- 2025: The Rivals of Amziah King